# Dobromila (spolek)
Dobromila byl dobročinný ženský spolek, založený roku 1897 v Moravské Ostravě. Byl zaměřen na charitativní, dobročinnou a osvětovou činnost a také na vzdělávání dívek. V roce 1901 založil Průmyslovou dívčí školu, kterou také spravoval. Zakládajícími členkami spolku byly Antonie Palkovská a Marie Matulová.

## Historie

### Poměry na Ostravsku koncem 19. století
Ostrava a Ostravsko se koncem 19. století s rozmachem průmyslu začalo silně rozrůstat. Obyvatelstvo přicházející za prací na Ostravsko bylo z různých etnik, jen část obyvatelstva byla česká. Specifické podmínky vedly k zakládání českých spolků s širokou charitativní činností i k zakládání českých mateřských, obecných a měšťanských škol. Společně s tím se rozvíjela ženská otázka.
Spolky vznikaly nejen v Ostravě, ale i městech a obcích v okolí: spolek Božena v Mariánských Horách, spolek Libuše v Přívoze, spolek Vlasta v Polské Ostravě (dnes městská část Ostravy Slezská Ostrava). Ostravské spolky navazovaly na podobné spolky v Čechách spojené se jméně Magdaleny Dobromily Rettigové, Bohuslavy Rajské nebo Americkým klubem dam či pražské Minervy založené Eliškou Krásnohorskou.
Nejvýznamnějším spolkem byl spolek Dobromila v Moravské Ostravě (dnes městská část Ostravy), nejaktivnějšími zakladatelkami a členkami dobročinných spolků byly manželky příslušníků české inteligence a učitelky mateřských a obecných škol. Nejvýznamnějšími osobami podporující emancipaci žen a dívek byla Antonie Palkovská a Marie Matulová.

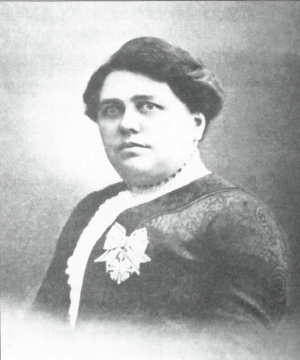
Antonie Palkovská, zakládající členka

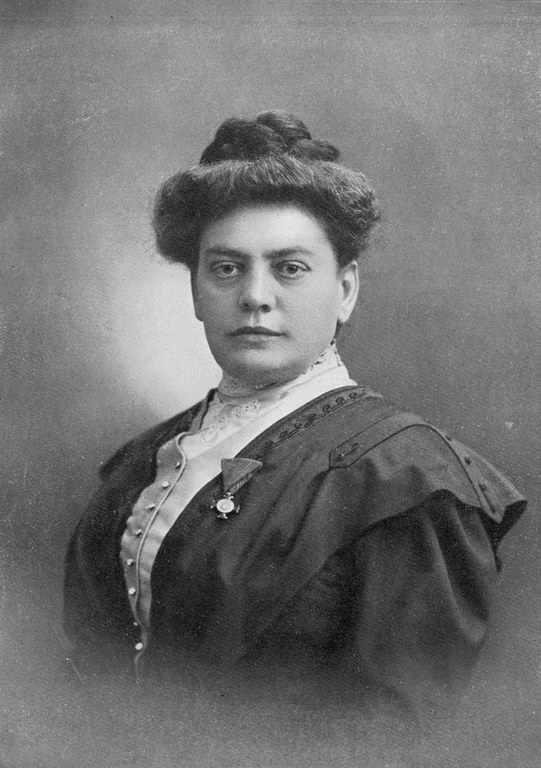
Marie Matulová, zakládající členka

### Vznik a založení spolku Dobromila
Hlavní impulz k založení dobročinného ženského spolku „Dobromila“ dali manželé Irma a JUDr. Antonín Táborští. Připravili stanovy spolku a svolali první schůzi ostravských žen. Stanovy spolku schválilo Moravské místodržitelství v Brně 6. února 1897. Ustavující valná hromada se konala 7. dubna 1897. Na ní byli přijímáni členové, byla zvolena starostka spolku na prvních deset let, tou se stala Antonie Palkovská a jednatelkou na stejné období Marie Matulová.
Členové spolku (fyzické nebo právnické osoby) byli činní, zakládající, přispívající a čestní. Činnými členkami mohly být jen dívky (starší patnácti let) a ženy, zakládajícími a přispívajícími členy mohli být také muži. Čestní členové byli voleni za zásluhy o spolek nebo o národ valnou hromadou . Zakládajícím členem kromě Antonie Palkovské a Marie Matulové byl starosta Moravské Ostravy Konstantin Grünwald (poslední český před první světovou válkou), ředitelka rodinné školy v Moravské Ostravě Ludmila Růžičková, továrník Antonín Formand s manželkou Martou a Marie Žilková.
Spolek Dobromila spolupracoval s obdobnými spolky, mj. spolkem Komenský ve Vídni, po vzniku republiky v roce 1918 také s Československým červeným křížem nebo Masarykovou ligou proti tuberkulóze.
Za druhé světové války byla činnost spolku výrazně utlumena.
Ženský spolek Dobromila“ ukončil svou činnost v roce 1952 podle zákona č. 68/1951 Sb. o dobrovolných organizacích a shromážděních.

### Účel spolku
Základní cíle spolku byly uvedeny ve Stanovách: "pozvednout postavení žen a zároveň vykonávat dobročinnost ve prospěch českých dětí." Kromě mnohostranné charitativní, dobročinné a osvětové činnosti a podpory chudé mládeže bylo významným činem založení odborné školy pro dívky, která pomohla ke zlepšení společenských poměrů žen.
Spolek byl založen v dobách, kdy život na Ostravsku byl velmi nesnadný především pro ženy. Starostka spolku Dobromila Antonie Palkovská popisuje dobu takto: „V oněch dobách nebožka naše ředitelka Marie Matulová… první pronesla myšlenku, že jest potřeba především zorganisovati péči o chudou školní mládež českou. Bylo nás však málo, které měly pochopení pro veřejnou činnost a které také mohly se jí zúčastnit. Nevládly jsme ani hmotnými prostředky tak, abychom tuto práci zdolaly… Vzdor těžkým poměrům vyhověly jsme ochotně žádosti pí. Matulové a zahájily svou humanitární činnost tím, že jsme v úzkém kroužku svém pořádaly sbírky na penězích, obnošeném šatstvu a prádlu, z čehož jsme o sv. Mikuláši podělovaly nejnuznější děti.“

### Hlavní podporovatelé a partneři
Největšími trvalými sponzory, podporujícími spolek Dobromila a jí zřízenou školu byla Občanská záložna v Moravské Ostravě, Živnostenská banka, ředitelství dolů Ferdinandovy severní dráhy, ředitelství Vítkovických kamenouhelných dolů, Český akciový pivovar (dnešní Ostravar), spolek Matice ostravská, Ochotnické divadlo v Moravské Ostravě. Pomáhaly rovněž spolky Občanská beseda a Horník z Moravské Ostravy.
Ve spolcích, které spolek Dobromila podporovaly, působil také manžel Antonie Palkovské JUDr. Edmund Palkovský (17. 10. 1858 v Brušperku – 7. 4. 1930 v Mor. Ostravě), advokát a hlavní představitel české vlastenecky uvědomělé společnosti v Ostravě a na Ostravsku.

### Pokračovací škola a Průmyslová dívčí škola
Okamžitě po svém založení se spolek snažil o založení pokračovací školy pro dívky, které již absolvovaly obecnou školu (popud k tomu dala jednatelka Marie Matulová). Dále spolek Dobromila usiloval z praktických důvodů spíše o založení školy pro ženská povolání než o dívčí gymnázium nebo lyceum.
Záměr se podařil po zlepšení finanční situace spolku v roce 1901. Průmyslová dívčí škola dobročinného ženského spolku „Dobromila“ zahájila svou činnost od školního roku 1901/1902 a byla spravovaná spolkem až do roku 1930. Škola byla trvale odkázána na dary svých podporovatelů a na zisky získané z vlastních dobročinných a spolkových akcí. Díky Marie Matulové bylo studium umožněno i dívkách z méně situovaných středostavovských vrstev, kde rodiny potřebovaly také příjmy z práce žen. "Absolventka Dobromiliny školy měla být vzdělaná hospodárná hospodyně a současně uvědomělá vlastenka a matka."
Škola byla v roce 1930 proti vůli zřizovatelů a zakladatelů sloučena s Veřejnou odbornou školou pro ženská povolání ve Vítkovicích, a tím odpadly její vazby na spolek „Dobromila“. Spolek přestal školu financovat. Starostka Palkovská konstatovala "...Spolek vydržoval tuto (školu) po 30 let i za nejhorších dob rakouského útisku a hle, po deseti letech naší samostatnosti je nám škola zcela prostě vyrvána a se školou ve Vítkovicích spojena. Spolek Dobromila však zůstane věren ideálům vychovávat zdatné české ženy a hospodyně a za obětavé a upřímné práci členek výboru bude pracovati dále na poli národním a kulturním."
Trvalý byl problém s umístěním a prostorami školy i spolku. Problém byl vyřešen až v roce 1922 díky podpoře Městské spořitelny a Občanské záložny. Byl zakoupen dům v Poděbradově ulici čp. 21: v přízemí byla umístěna škola v patře místnosti spolku i ženský domov pro dělnice. Ve 30. letech finanční poměry školy se zhoršily a nastaly problémy se splácením úvěru.
Od založení školy v roce 1901/1902 do školního roku 1925/1926 školu navštěvovalo 3164 žákyň, 8107 dívek a žen absolvovalo různé kurzy (např. ruční práce a vaření, ale také malby na porcelánu nebo francouzštiny a němčiny). Více než 300 žákyň si zvýšilo vzdělání tak, aby mohly být učitelkami v mateřských školách nebo vyučovat ženské ruční práce.

### Další dobročinné a charitativní činnosti spolku Dobromila
Práce s mládeží byla zahájena ihned po založení spolku. Od roku 1901 uskutečňoval spolek dozor nad mateřskými školami Matice ostravské. Během první světové války žákyně průmyslové školy šily vojenské prádlo pro válečné lazarety.
Spolek svých cílů dosahoval kromě výuky v pokračovací škole a Průmyslové dívčí školy pořádáním divadelních představení, hudebními a recitačními večírky, přednáškami a pořádáním výstav. Společenské akce byly hlavním prostředkem k získávání financí pro dobročinné snahy. Mezi pravidelné každoroční akce "patřily dramatické, hudební i recitační večírky a čajové dýchánky. Od roku 1903 také spolek pořádal v květnu či červnu hojně vyhledávané plesy."
Získané získané šatstvo a obuv byly darovány pravidelně chudým dětem, vždy především na svátek sv. Mikuláše a Vánoce.
Spolek zakládal veřejné levné kuchyně a stravovny, hřiště, "nedělní útulky pro služebné a dělnice, ohřívárny, opatrovny." Významný byl sběr oděvů a obuvi pro nemajetné děti mateřských školek spolku "Matice ostravské" i pro žáky českých škol a chudých žákyň Průmyslové dívčí školy. Za deset let své působnosti spolek zajistil šatstvo a prádlo pro 4297 dětí. Finanční prostředky byly využívány také jako peněžitá podpora málo majetných žákyň. V roce 1899 se poprvé podařilo vyslat také několik nemocných dětí na ozdravný podnik do Beskyd.
Všechny aktivity spolku byly uváděny ve výročních zprávách.